# ATP Challenger Series 1989
L'ATP Challenger Series è il secondo livello di tornei per professionisti organizzata dall'ATP. Il circuito prevede tornei con un montepremi che può variare da 25.000 a 150.000 dollari.

## Calendario

### Gennaio
| Settimana | Torneo                                                                                  | Vincitore                                  | Finalista                   | Semifinalisti              | Eliminati ai quarti                                     |
| --------- | --------------------------------------------------------------------------------------- | ------------------------------------------ | --------------------------- | -------------------------- | ------------------------------------------------------- |
| 9 gennaio | Viña del Mar Challenger 1989 Viña del Mar, Cile Terra rossa $100 000 Singolare - Doppio | Carlos Di Laura 6–4, 6–4                   | Pedro Rebolledo             | Roberto Azar Felipe Rivera | Robinson Ureta Guillermo Rivas Sergio Cortés Raúl Viver |
| 9 gennaio | Viña del Mar Challenger 1989 Viña del Mar, Cile Terra rossa $100 000 Singolare - Doppio | José Luis Clerc Hans Gildemeister 7–5, 6–2 | Richard Ashby Laneal Vaughn | Roberto Azar Felipe Rivera | Robinson Ureta Guillermo Rivas Sergio Cortés Raúl Viver |

### Febbraio
| Settimana   | Torneo                                                                                       | Vincitore                                   | Finalista                      | Semifinalisti                    | Eliminati ai quarti                                                 |
| ----------- | -------------------------------------------------------------------------------------------- | ------------------------------------------- | ------------------------------ | -------------------------------- | ------------------------------------------------------------------- |
| 6 febbraio  | Telford Challenger 1989 Telford, Gran Bretagna Sintetico indoor €42 000+H Singolare - Doppio | Michael Tauson 6–4, 6–3                     | Peter Nyborg                   | Kent Kinnear Simone Colombo      | Mark Petchey Byron Talbot Brad Pearce Peter Palandjian              |
| 6 febbraio  | Telford Challenger 1989 Telford, Gran Bretagna Sintetico indoor €42 000+H Singolare - Doppio | Jeremy Bates Nick Brown 6–4, 7–6            | Ronnie Båthman Rikard Bergh    | Kent Kinnear Simone Colombo      | Mark Petchey Byron Talbot Brad Pearce Peter Palandjian              |
| 13 febbraio | Croydon Challenger 1989 Croydon, Gran Bretagna Sintetico indoor €42 000+H Singolare - Doppio | Michael Tauson 6–4, 7–6                     | Chris Bailey                   | Danny Sapsford Denys Maasdorp    | Byron Talbot Scott Warner Peter Svensson Tertius Reynders           |
| 13 febbraio | Croydon Challenger 1989 Croydon, Gran Bretagna Sintetico indoor €42 000+H Singolare - Doppio | Russell Barlow Ville Jansson 2–6, 6–3, 7–5  | Mike De Palmer Byron Talbot    | Danny Sapsford Denys Maasdorp    | Byron Talbot Scott Warner Peter Svensson Tertius Reynders           |
| 13 febbraio | Lagos Open 1989 Lagos, Nigeria Cemento €42 000+H Singolare - Doppio                          | Paul Haarhuis 4–6, 7–6, 6–4                 | Karel Nováček                  | Nduka Odizor Ned Caswell         | Oliver Fuchs Jacco Eltingh Andres Võsand Zeeshan Ali                |
| 13 febbraio | Lagos Open 1989 Lagos, Nigeria Cemento €42 000+H Singolare - Doppio                          | Alfonso Mora James Schor 4–6, 7–6, 6–2      | Jacco Eltingh Paul Haarhuis    | Nduka Odizor Ned Caswell         | Oliver Fuchs Jacco Eltingh Andres Võsand Zeeshan Ali                |
| 13 febbraio | São Paulo Challenger 1989 Brasile, Brasile Terra rossa $100 000 Singolare - Doppio           | Stefan Lochbihler 6–3, 7–5                  | Martin Wostenholme             | Alexandre Hocevar Jimmy Brown    | Mark Buckley Alejandro Aramburu Raúl Viver Pablo Albano             |
| 13 febbraio | São Paulo Challenger 1989 Brasile, Brasile Terra rossa $100 000 Singolare - Doppio           | Marcelo Hennemann Edvaldo Oliveira 6–3, 6–3 | Nelson Aerts Alexandre Hocevar | Alexandre Hocevar Jimmy Brown    | Mark Buckley Alejandro Aramburu Raúl Viver Pablo Albano             |
| 20 febbraio | Nairobi Challenger 1989 Nairobi, Kenya Terra rossa €42 000+H Singolare - Doppio              | Karel Nováček 6–3, 6–3                      | Sascha Nensel                  | Mark Knowles Fabio Di Mauro      | Ned Caswell Paul Dogger Paolo Pambianco Andrew Sznajder             |
| 20 febbraio | Nairobi Challenger 1989 Nairobi, Kenya Terra rossa €42 000+H Singolare - Doppio              | Ned Caswell Chris Garner 6–3, 7–6           | Fabio Di Mauro Mario Visconti  | Mark Knowles Fabio Di Mauro      | Ned Caswell Paul Dogger Paolo Pambianco Andrew Sznajder             |
| 20 febbraio | Vienna Challenger 1989 Vienna, Austria Sintetico indoor €42 000+H Singolare - Doppio         | Omar Camporese 6–4, 3–6, 6–3                | Nicklas Utgren                 | Libor Němeček Goran Prpić        | Charles Merzbacher Brett Dickinson Branislav Stankovič Hans Priller |
| 20 febbraio | Vienna Challenger 1989 Vienna, Austria Sintetico indoor €42 000+H Singolare - Doppio         | Peter Nyborg Nicklas Utgren 6–4, 6–4        | Ģirts Dzelde Goran Prpić       | Libor Němeček Goran Prpić        | Charles Merzbacher Brett Dickinson Branislav Stankovič Hans Priller |
| 27 febbraio | Cairo Challenger 1989 Il Cairo, Egitto Terra rossa $25 000 Singolare - Doppio                | Sergi Bruguera 6–7, 6–4, 6–4                | Jordi Arrese                   | Tomás Carbonell Gustavo Giussani | Cyril Suk Pablo Arraya Christian Miniussi Michael Kures             |
| 27 febbraio | Cairo Challenger 1989 Il Cairo, Egitto Terra rossa $25 000 Singolare - Doppio                | Jordi Arrese Tomás Carbonell 7–6, 6–3       | Carlos Costa Francisco Roig    | Tomás Carbonell Gustavo Giussani | Cyril Suk Pablo Arraya Christian Miniussi Michael Kures             |

### Marzo
| Settimana | Torneo                                                                                          | Vincitore                                 | Finalista                           | Semifinalisti                      | Eliminati ai quarti                                               |
| --------- | ----------------------------------------------------------------------------------------------- | ----------------------------------------- | ----------------------------------- | ---------------------------------- | ----------------------------------------------------------------- |
| 6 marzo   | Casablanca Challenger 1989 Casablanca, Marocco Terra rossa €42 000+H Singolare - Doppio         | Andres Võsand 3–6, 7–6, 6–0               | Mark Koevermans                     | Sergi Bruguera Fernando Luna       | Jordi Arrese Roberto Azar Claudio Pistolesi Martin Střelba        |
| 6 marzo   | Casablanca Challenger 1989 Casablanca, Marocco Terra rossa €42 000+H Singolare - Doppio         | Josef Čihák Mark Koevermans 6–4, 6–4      | Marcelo Ingaramo Christian Miniussi | Sergi Bruguera Fernando Luna       | Jordi Arrese Roberto Azar Claudio Pistolesi Martin Střelba        |
| 6 marzo   | Intersport Heilbronn Open 1989 Heilbronn, Germania Sintetico Indoor $100 000 Singolare - Doppio | Michael Stich 6–3, 6–2                    | Michael Tauson                      | Udo Riglewski Karsten Braasch      | Dirk Leppen Jan-Willem Lodder Gerald Marzenell Bruce Steel        |
| 6 marzo   | Intersport Heilbronn Open 1989 Heilbronn, Germania Sintetico Indoor $100 000 Singolare - Doppio | Michael Stich Martin Sinner 4–6, 6–4, 7–6 | George Cosac Adrian Marcu           | Udo Riglewski Karsten Braasch      | Dirk Leppen Jan-Willem Lodder Gerald Marzenell Bruce Steel        |
| 13 marzo  | Agadir Challenger 1989 Agadir, Marocco Terra rossa $25 000 Singolare - Doppio                   | Goran Prpić 6–3, 6–3                      | Mark Koevermans                     | Jordi Arrese Thomas Haldin         | Sergi Bruguera Martin Střelba Roberto Azar Fernando Luna          |
| 13 marzo  | Agadir Challenger 1989 Agadir, Marocco Terra rossa $25 000 Singolare - Doppio                   | Josef Čihák Cyril Suk 6–3, 6–3            | Brett Dickinson Jörgen Windahl      | Jordi Arrese Thomas Haldin         | Sergi Bruguera Martin Střelba Roberto Azar Fernando Luna          |
| 13 marzo  | Madeira Challenger 1989 Madera, Portogallo Cemento €42 000+H Singolare - Doppio                 | Nuno Marques 6–3, 6–3                     | Jeremy Bates                        | Niclas Kroon Johan Carlsson        | Chris Bailey Tomas Nydahl Bret Garnett Lars-Anders Wahlgren       |
| 13 marzo  | Madeira Challenger 1989 Madera, Portogallo Cemento €42 000+H Singolare - Doppio                 | Nick Brown Andrew Castle 6–3, 6–2         | Warren Green Steve Shaw             | Niclas Kroon Johan Carlsson        | Chris Bailey Tomas Nydahl Bret Garnett Lars-Anders Wahlgren       |
| 20 marzo  | San Luis Potosí Challenger 1989 San Luis Potosí, Messico Terra rossa $25 000 Singolare - Doppio | Jorge Lozano 6–4, 6–4                     | Peter Doohan                        | Bruce Man-Son-Hing Stefan Dallwitz | Julian Barham Agustín Moreno Roberto López Laneal Vaughn          |
| 20 marzo  | San Luis Potosí Challenger 1989 San Luis Potosí, Messico Terra rossa $25 000 Singolare - Doppio | Luis Herrera Javier Ordaz 6–4, 6–7, 6–3   | Mark Knowles Brian Page             | Bruce Man-Son-Hing Stefan Dallwitz | Julian Barham Agustín Moreno Roberto López Laneal Vaughn          |
| 20 marzo  | Vilamoura Challenger 1989 Vilamoura, Portogallo Cemento €42 000+H Singolare - Doppio            | Nuno Marques 6–1, 4–6, 6–3                | Alex Antonitsch                     | Petr Korda Niclas Kroon            | Lars-Anders Wahlgren Andrew Castle Jaroslav Bulant Johan Carlsson |
| 20 marzo  | Vilamoura Challenger 1989 Vilamoura, Portogallo Cemento €42 000+H Singolare - Doppio            | Marcos Górriz Borja Uribe 6–1, 3–6, 7–6   | Simone Colombo David Felgate        | Petr Korda Niclas Kroon            | Lars-Anders Wahlgren Andrew Castle Jaroslav Bulant Johan Carlsson |
| 27 marzo  | Guadeloupe Challenger 1989 Guadalupa, Francia Cemento €42 000+H Singolare - Doppio              | Guillaume Raoux 7–6, 4–6, 7–6             | Yahiya Doumbia                      | Bret Garnett Richard Fromberg      | Johan Vekemans Arnaud Boetsch David Wheaton Brad Pearce           |
| 27 marzo  | Guadeloupe Challenger 1989 Guadalupa, Francia Cemento €42 000+H Singolare - Doppio              | Gilad Bloom Brad Pearce 6–4, 6–2          | Patrick Baur Christian Saceanu      | Bret Garnett Richard Fromberg      | Johan Vekemans Arnaud Boetsch David Wheaton Brad Pearce           |

### Aprile
| Settimana | Torneo                                                                                  | Vincitore                                   | Finalista                          | Semifinalisti                 | Eliminati ai quarti                                              |
| --------- | --------------------------------------------------------------------------------------- | ------------------------------------------- | ---------------------------------- | ----------------------------- | ---------------------------------------------------------------- |
| 3 aprile  | Martinique Challenger 1989 Martinica, Francia Cemento €42 000+H Singolare - Doppio      | Alexander Mronz 6–3, 7–6                    | Dan Cassidy                        | Guillaume Raoux David Wheaton | Derrick Rostagno Arnaud Boetsch Patrick Baur Veli Paloheimo      |
| 3 aprile  | Martinique Challenger 1989 Martinica, Francia Cemento €42 000+H Singolare - Doppio      | Finale non disputata                        |                                    | Guillaume Raoux David Wheaton | Derrick Rostagno Arnaud Boetsch Patrick Baur Veli Paloheimo      |
| 3 aprile  | Setubal Challenger 1989 Setúbal, Portogallo Cemento €42 000+H Singolare - Doppio        | Chris Pridham 6–4, 6–1                      | Rikard Bergh                       | Karsten Braasch Nuno Marques  | Richard Matuszewski Torben Theine Borja Uribe Hendrik Jan Davids |
| 3 aprile  | Setubal Challenger 1989 Setúbal, Portogallo Cemento €42 000+H Singolare - Doppio        | Steve DeVries Richard Matuszewski 6–3, 6–1  | David Felgate Steve Shaw           | Karsten Braasch Nuno Marques  | Richard Matuszewski Torben Theine Borja Uribe Hendrik Jan Davids |
| 10 aprile | Graz Challenger 1989 Graz, Austria Sintetico €42 000+H Singolare - Doppio               | Eric Jelen 4–6, 6–0, 6–4                    | Goran Prpić                        | Ralph Kok Henrik Holm         | Peter Nyborg Ronnie Båthman Petr Korda Jaroslav Navrátil         |
| 10 aprile | Graz Challenger 1989 Graz, Austria Sintetico €42 000+H Singolare - Doppio               | Petr Korda Jaroslav Navrátil 6–3, 6–7, 7–5  | Stanislav Birner Richard Vogel     | Ralph Kok Henrik Holm         | Peter Nyborg Ronnie Båthman Petr Korda Jaroslav Navrátil         |
| 10 aprile | Jerusalem Challenger 1989 Gerusalemme, Israele Cemento $35 000+H Singolare - Doppio     | Gilad Bloom 7–6, 6–2                        | Shahar Perkiss                     | David Engel Nick Brown        | Lan Bale Torben Theine Denis Langaskens James Turner             |
| 10 aprile | Jerusalem Challenger 1989 Gerusalemme, Israele Cemento $35 000+H Singolare - Doppio     | Alfonso Mora Mark Ozer 6–3, 6–4             | Nick Brown Nick Fulwood            | David Engel Nick Brown        | Lan Bale Torben Theine Denis Langaskens James Turner             |
| 17 aprile | Brasilia Challenger 1989 Brasilia, Brasile Cemento €42 000+H Singolare - Doppio         | David Wheaton 6–1, 6–2                      | Dan Cassidy                        | Luiz Mattar Danilo Marcelino  | Patrick Baur Ricardo Acuña Ivan Kley Alexandre Hocevar           |
| 17 aprile | Brasilia Challenger 1989 Brasilia, Brasile Cemento €42 000+H Singolare - Doppio         | Ricardo Acioly Dácio Campos 7–6, 6–3        | Marcelo Hennemann Edvaldo Oliveira | Luiz Mattar Danilo Marcelino  | Patrick Baur Ricardo Acuña Ivan Kley Alexandre Hocevar           |
| 17 aprile | Oporto Challenger 1989 Porto, Portogallo Terra rossa $50 000 Singolare - Doppio         | Andrej Čerkasov 7–6, 7–5                    | Javier Sánchez                     | Sergi Bruguera Marián Vajda   | Gabriel Markus Michiel Schapers Paul Dogger Hans Schwaier        |
| 17 aprile | Oporto Challenger 1989 Porto, Portogallo Terra rossa $50 000 Singolare - Doppio         | Carlos Costa Tomás Carbonell 6–4, 6–3       | Paul Haarhuis Denis Langaskens     | Sergi Bruguera Marián Vajda   | Gabriel Markus Michiel Schapers Paul Dogger Hans Schwaier        |
| 24 aprile | Capetown Challenger 1989 Città del Capo, Sudafrica Cemento €42 000+H Singolare - Doppio | Christo van Rensburg 6–3, 6–1               | Pieter Aldrich                     | Neil Broad Johan Kriek        | Mark Kratzmann Brad Drewett Paul Annacone Martin Davis           |
| 24 aprile | Capetown Challenger 1989 Città del Capo, Sudafrica Cemento €42 000+H Singolare - Doppio | Paul Annacone Mike De Palmer 6–3, 5–7, 7–6  | Neil Broad Stefan Kruger           | Neil Broad Johan Kriek        | Mark Kratzmann Brad Drewett Paul Annacone Martin Davis           |
| 24 aprile | Itu Challenger 1989 Itu, Brasile Cemento $100 000 Singolare - Doppio                    | Martin Laurendeau 7–6, 6–3                  | Dácio Campos                       | Ned Caswell Nelson Aerts      | David Wheaton Givaldo Barbosa Dan Cassidy Roberto Jabali         |
| 24 aprile | Itu Challenger 1989 Itu, Brasile Cemento $100 000 Singolare - Doppio                    | Kent Kinnear David Wheaton 6–3, 6–4         | Nelson Aerts Marcos Hocevar        | Ned Caswell Nelson Aerts      | David Wheaton Givaldo Barbosa Dan Cassidy Roberto Jabali         |
| 24 aprile | Lisbon Challenger 1989 Lisbona, Portogallo Terra rossa $50 000 Singolare - Doppio       | Andrej Čerkasov 7–6, 6–3                    | Tomás Carbonell                    | Alejandro Aramburu Cyril Suk  | Francisco Roig Doug Burke Pedro Rebolledo Roberto Argüello       |
| 24 aprile | Lisbon Challenger 1989 Lisbona, Portogallo Terra rossa $50 000 Singolare - Doppio       | Carlos Costa Tomás Carbonell 6–4, 6–1       | Marcos Górriz Vicente Solves       | Alejandro Aramburu Cyril Suk  | Francisco Roig Doug Burke Pedro Rebolledo Roberto Argüello       |
| 24 aprile | Nagoya Challenger 1989 Nagoya, Giappone Cemento $25 000 Singolare - Doppio              | Ramesh Krishnan 6–1, 6–3                    | Jonathan Canter                    | Jeremy Bates Andrew Castle    | Kim Bong-Soo Yoo Jin-Sun Shigeru Ota Bill Scanlon                |
| 24 aprile | Nagoya Challenger 1989 Nagoya, Giappone Cemento $25 000 Singolare - Doppio              | John Letts Bruce Man-Son-Hing 7–5, 4–6, 6–0 | Jonathan Canter Ramesh Krishnan    | Jeremy Bates Andrew Castle    | Kim Bong-Soo Yoo Jin-Sun Shigeru Ota Bill Scanlon                |

### Maggio
| Settimana | Torneo                                                                                    | Vincitore                                     | Finalista                       | Semifinalisti                   | Eliminati ai quarti                                                  |
| --------- | ----------------------------------------------------------------------------------------- | --------------------------------------------- | ------------------------------- | ------------------------------- | -------------------------------------------------------------------- |
| 1º maggio | Johannesburg Challenger 1989 Johannesburg, Sudafrica Cemento €42 000+H Singolare - Doppio | Piet Norval 6–4, 6–2                          | James Turner                    | Neil Broad Eddie Edwards        | Tertius Reynders Peter Palandjian Byron Talbot Stefan Kruger         |
| 1º maggio | Johannesburg Challenger 1989 Johannesburg, Sudafrica Cemento €42 000+H Singolare - Doppio | Mike De Palmer Royce Deppe 4–6, 6–3, 7–6      | Piet Norval Byron Talbot        | Neil Broad Eddie Edwards        | Tertius Reynders Peter Palandjian Byron Talbot Stefan Kruger         |
| 1º maggio | Parioli Challenger 1989 Parioli, Italia Terra rossa $100 000 Singolare - Doppio           | Stefano Pescosolido 6–2, 6–4                  | Oliver Fuchs                    | Lars Jönsson Renzo Furlan       | Gianluca Pozzi Edoardo Mazza Massimiliano Narducci Cristiano Caratti |
| 1º maggio | Parioli Challenger 1989 Parioli, Italia Terra rossa $100 000 Singolare - Doppio           | Massimo Cierro Alessandro De Minicis 6–4, 6–1 | Enrico Cocchi Francesco Pisilli | Lars Jönsson Renzo Furlan       | Gianluca Pozzi Edoardo Mazza Massimiliano Narducci Cristiano Caratti |
| 15 maggio | Raleigh Challenger 1989 Raleigh, Stati Uniti Terra verde $25 000 Singolare - Doppio       | Jimmy Brown 6–4, 2–6, 6–4                     | Martin Wostenholme              | Mark Buckley Chuck Adams        | Jared Palmer Greg Van Emburgh Robbie Weiss Agustín Moreno            |
| 15 maggio | Raleigh Challenger 1989 Raleigh, Stati Uniti Terra verde $25 000 Singolare - Doppio       | Charles Beckman Luke Jensen 7–5, 6–4          | Paul Haarhuis Denis Langaskens  | Mark Buckley Chuck Adams        | Jared Palmer Greg Van Emburgh Robbie Weiss Agustín Moreno            |
| 15 maggio | Salzburg Challenger 1989 Salisburgo, Austria Terra rossa $50 000 Singolare - Doppio       | Goran Prpić 6–1, 6–2                          | Éric Winogradsky                | Johan Carlsson Gustavo Giussani | Pedro Rebolledo Christian Miniussi Oliver Fuchs Nicklas Kulti        |
| 15 maggio | Salzburg Challenger 1989 Salisburgo, Austria Terra rossa $50 000 Singolare - Doppio       | Michael Stich Martin Sinner w/o               | Brett Custer Simon Youl         | Johan Carlsson Gustavo Giussani | Pedro Rebolledo Christian Miniussi Oliver Fuchs Nicklas Kulti        |

### Giugno
| Settimana | Torneo                                                                                              | Vincitore                                    | Finalista                            | Semifinalisti                         | Eliminati ai quarti                                                 |
| --------- | --------------------------------------------------------------------------------------------------- | -------------------------------------------- | ------------------------------------ | ------------------------------------- | ------------------------------------------------------------------- |
| 5 giugno  | Modena Challenger 1989 Modena, Italia Terra rossa $100 000 Singolare - Doppio                       | Simone Colombo 4–6, 6–3, 6–0                 | Nevio Devide                         | Frank Dennhardt Massimiliano Narducci | José López Maeso Menno Oosting Paolo Pambianco Renzo Furlan         |
| 5 giugno  | Modena Challenger 1989 Modena, Italia Terra rossa $100 000 Singolare - Doppio                       | Simone Colombo Nevio Devide 3–6, 6–1, 7–6    | Corrado Aprili Massimiliano Narducci | Frank Dennhardt Massimiliano Narducci | José López Maeso Menno Oosting Paolo Pambianco Renzo Furlan         |
| 5 giugno  | Montabaur Open 1989 Montabaur, Germania Terra rossa €30 000+H Singolare - Doppio                    | Sascha Nensel 6–3, 6–2                       | Jens Wöhrmann                        | Jose Clavet Markus Rackl              | Roland Stadler Dmitrij Poljakov Heiner Moraing Torben Theine        |
| 5 giugno  | Montabaur Open 1989 Montabaur, Germania Terra rossa €30 000+H Singolare - Doppio                    | Nick Fulwood Harald Rittersbacher 7–5, 6–3   | Karsten Braasch Dirk Leppen          | Jose Clavet Markus Rackl              | Roland Stadler Dmitrij Poljakov Heiner Moraing Torben Theine        |
| 12 giugno | Gevrey-Chambertin Challenger 1989 Gevrey-Chambertin, Francia Sintetico €42 000+H Singolare - Doppio | Martin Laurendeau 4–6, 6–1, 7–6              | Brad Pearce                          | Peter Doohan Martin Sinner            | Philippe Pech Tom Mercer Nduka Odizor Maurice Ruah                  |
| 12 giugno | Gevrey-Chambertin Challenger 1989 Gevrey-Chambertin, Francia Sintetico €42 000+H Singolare - Doppio | Nduka Odizor Paul Wekesa 6–4, 6–2            | Brad Pearce Greg Van Emburgh         | Peter Doohan Martin Sinner            | Philippe Pech Tom Mercer Nduka Odizor Maurice Ruah                  |
| 12 giugno | Manchester Challenger 1989 Manchester, Gran Bretagna Erba €42 000+H Singolare - Doppio              | Patrick Baur 6–4, 6–7, 7–5                   | Andrew Castle                        | John Letts Nick Fulwood               | Piet Norval Stephen Botfield Scott Warner Gianluca Pozzi            |
| 12 giugno | Manchester Challenger 1989 Manchester, Gran Bretagna Erba €42 000+H Singolare - Doppio              | Nick Brown Nick Fulwood 3–6, 7–6, 6–4        | Morten Christensen Peter Wright      | John Letts Nick Fulwood               | Piet Norval Stephen Botfield Scott Warner Gianluca Pozzi            |
| 12 giugno | Zaragoza Challenger 1989 Saragozza, Spagna Terra rossa €42 000+H Singolare - Doppio                 | Bruno Orešar 6–4, 6–1                        | Francisco Roig                       | Nicklas Utgren Francisco Clavet       | Carlos Di Laura Lars-Anders Wahlgren Robbie Weiss José Luis Aparisi |
| 12 giugno | Zaragoza Challenger 1989 Saragozza, Spagna Terra rossa €42 000+H Singolare - Doppio                 | Carlos Costa Carlos Di Laura 4–6, 7–6, 7–5   | Juan Carlos Báguena Borja Uribe      | Nicklas Utgren Francisco Clavet       | Carlos Di Laura Lars-Anders Wahlgren Robbie Weiss José Luis Aparisi |
| 19 giugno | Hossegor Challenger 1989 Hossegor, Francia Terra rossa €42 000+H Singolare - Doppio                 | Thierry Tulasne 6–3, 2–6, 6–1                | Bruno Orešar                         | Jordi Arrese Andres Võsand            | David Engel Jérôme Potier Tore Meinecke Guillermo Rivas             |
| 19 giugno | Hossegor Challenger 1989 Hossegor, Francia Terra rossa €42 000+H Singolare - Doppio                 | Peter Svensson Jörgen Windahl 6–4, 7–5       | David Engel Barry Moir               | Jordi Arrese Andres Võsand            | David Engel Jérôme Potier Tore Meinecke Guillermo Rivas             |
| 19 giugno | Salou Challenger 1989 Salou, Spagna Terra rossa $100 000 Singolare - Doppio                         | Tomás Carbonell 6–2, 6–4                     | Nicklas Utgren                       | José Luis Aparisi Hendrik Jan Davids  | João Cunha e Silva Robbie Weiss Borja Uribe Peter Ballauff          |
| 19 giugno | Salou Challenger 1989 Salou, Spagna Terra rossa $100 000 Singolare - Doppio                         | Conny Falk Robbie Weiss 5–7, 7–6, 6–4        | Per Henricsson Nicklas Utgren        | José Luis Aparisi Hendrik Jan Davids  | João Cunha e Silva Robbie Weiss Borja Uribe Peter Ballauff          |
| 26 giugno | Clermont-Ferrand Challenger 1989 Clermont-Ferrand, Francia Terra rossa €42 000+H Singolare - Doppio | Jérôme Potier 6–4, 6–4                       | Ricki Osterthun                      | Juan Aguilera Carlos Costa            | Roberto Argüello Jaroslav Bulant Karsten Braasch Cédric Pioline     |
| 26 giugno | Clermont-Ferrand Challenger 1989 Clermont-Ferrand, Francia Terra rossa €42 000+H Singolare - Doppio | Peter Svensson Lars-Anders Wahlgren 7–5, 6–3 | Marcelo Ingaramo Gustavo Luza        | Juan Aguilera Carlos Costa            | Roberto Argüello Jaroslav Bulant Karsten Braasch Cédric Pioline     |
| 26 giugno | Salerno Challenger 1989 Salerno, Italia Terra rossa $100 000 Singolare - Doppio                     | Claudio Pistolesi 6–1, 6–7, 6–1              | José Antonio Fernández               | Sascha Nensel Alessandro De Minicis   | Stefano Mezzadri Frank Dennhardt Bart Wuyts Fabio Di Mauro          |
| 26 giugno | Salerno Challenger 1989 Salerno, Italia Terra rossa $100 000 Singolare - Doppio                     | Nicola Bruno Federico Mordegan 7–6, 6–2      | Stefano Mezzadri Ugo Pigato          | Sascha Nensel Alessandro De Minicis   | Stefano Mezzadri Frank Dennhardt Bart Wuyts Fabio Di Mauro          |

### Luglio
| Settimana | Torneo                                                                                      | Vincitore                                           | Finalista                           | Semifinalisti                     | Eliminati ai quarti                                          |
| --------- | ------------------------------------------------------------------------------------------- | --------------------------------------------------- | ----------------------------------- | --------------------------------- | ------------------------------------------------------------ |
| 3 luglio  | Neu Ulm Challenger 1989 Nuova Ulma, Germania Terra rossa $75 000 Singolare - Doppio         | Ricki Osterthun 5–1 rit.                            | Simone Colombo                      | Martin Sinner Christian Weis      | Jens Wöhrmann Renzo Furlan Sascha Nensel Torben Theine       |
| 3 luglio  | Neu Ulm Challenger 1989 Nuova Ulma, Germania Terra rossa $75 000 Singolare - Doppio         | Jaroslav Navrátil Christian Weis Walkover           | Simone Colombo Nevio Devide         | Martin Sinner Christian Weis      | Jens Wöhrmann Renzo Furlan Sascha Nensel Torben Theine       |
| 3 luglio  | Rümikon Challenger 1989 Rümikon, Svizzera Terra rossa $35 000+H Singolare - Doppio          | Markus Zoecke 6–2, 6–2                              | Francisco Yunis                     | Radek Zahraj Marko Ostoja         | Bart Wuyts Roland Stadler Marc Rosset Magnus Zeile           |
| 3 luglio  | Rümikon Challenger 1989 Rümikon, Svizzera Terra rossa $35 000+H Singolare - Doppio          | Libor Pimek Markus Zoecke 6–3, 6–4                  | Russell Barlow Harald Rittersbacher | Radek Zahraj Marko Ostoja         | Bart Wuyts Roland Stadler Marc Rosset Magnus Zeile           |
| 10 luglio | Dublin Challenger 1989 Dublino, Irlanda Sintetico $100 000 Singolare - Doppio               | Henrik Holm 6–0, 4–6, 6–3                           | Cristiano Caratti                   | Markus Zoecke Christian Geyer     | Ken Flach John Letts Marc Rosset Russell Barlow              |
| 10 luglio | Dublin Challenger 1989 Dublino, Irlanda Sintetico $100 000 Singolare - Doppio               | Ugo Colombini Paul Wekesa 6–4, 6–4                  | Ted Scherman Peter Wright           | Markus Zoecke Christian Geyer     | Ken Flach John Letts Marc Rosset Russell Barlow              |
| 10 luglio | São Paulo Challenger 2 1989 San Paolo, Brasile Terra rossa $100 000 Singolare - Doppio      | Roberto Jabali 6–2, 2–6, 7–5                        | Borja Uribe                         | João Cunha e Silva Mauro Menezes  | Cristián Araya Otavio Della Juan Pino José Daher             |
| 10 luglio | São Paulo Challenger 2 1989 San Paolo, Brasile Terra rossa $100 000 Singolare - Doppio      | David Macpherson Gerardo Mirad 2–6, 7–6, 6–2        | Otavio Della Jaime Oncins           | João Cunha e Silva Mauro Menezes  | Cristián Araya Otavio Della Juan Pino José Daher             |
| 10 luglio | Tampere Open 1989 Tampere, Finlandia Terra rossa €42 000 Singolare - Doppio                 | Lars Jönsson 7–5, 6–7, 6–4                          | Andres Võsand                       | Olivier Soules Aki Rahunen        | Thomas Haldin Bart Wuyts Torben Theine Renzo Furlan          |
| 10 luglio | Tampere Open 1989 Tampere, Finlandia Terra rossa €42 000 Singolare - Doppio                 | Peter Svensson Lars-Anders Wahlgren 7–5, 6–7, 6–3   | Christer Allgårdh Tobias Svantesson | Olivier Soules Aki Rahunen        | Thomas Haldin Bart Wuyts Torben Theine Renzo Furlan          |
| 17 luglio | Chicoutimi Challenger 1989 Chicoutimi, Canada Terra rossa $100 000 Singolare - Doppio       | Andrew Sznajder 7–6, 1–6, 6–1                       | Karsten Braasch                     | Martin Blackman Craig Campbell    | Howard Endelman Mark Greenan Jeff Cathrall Buff Farrow       |
| 17 luglio | Chicoutimi Challenger 1989 Chicoutimi, Canada Terra rossa $100 000 Singolare - Doppio       | Howard Endelman John Sobel 3–6, 6–4, 6–4            | Karsten Braasch Willi Otten         | Martin Blackman Craig Campbell    | Howard Endelman Mark Greenan Jeff Cathrall Buff Farrow       |
| 17 luglio | Schickedanz Open 1989 Fürth, Germania Terra rossa €30 000+H Singolare - Doppio              | Dmitrij Poljakov 6–2, 6–1                           | Federico Mordegan                   | Jens Woehrmann Florin Segărceanu  | Marc Rosset Markus Zoecke Wojtek Kowalski Fabrice Santoro    |
| 17 luglio | Schickedanz Open 1989 Fürth, Germania Terra rossa €30 000+H Singolare - Doppio              | Vladimir Gabrichidze Dmitrij Poljakov 6–4, 6–7, 6–4 | Cristiano Caratti Federico Mordegan | Jens Woehrmann Florin Segărceanu  | Marc Rosset Markus Zoecke Wojtek Kowalski Fabrice Santoro    |
| 17 luglio | Hanko Open 1989 Hanko, Finlandia Terra rossa €42 000 Singolare - Doppio                     | Aki Rahunen 6–2, 6–0                                | Andres Võsand                       | Tobias Svantesson Nicklas Utgren  | Paul Dogger Veli Paloheimo Mihnea-Ion Nastase Mel Purcell    |
| 17 luglio | Hanko Open 1989 Hanko, Finlandia Terra rossa €42 000 Singolare - Doppio                     | Per Henricsson Nicklas Utgren 7–5, 6–7, 6–4         | Torben Theine Srinivasan Vasudevan  | Tobias Svantesson Nicklas Utgren  | Paul Dogger Veli Paloheimo Mihnea-Ion Nastase Mel Purcell    |
| 17 luglio | Santos Challenger 1989 Santos, Brasile Terra rossa €42 000+H Singolare - Doppio             | Gabriel Markus 6–2, 6–2                             | Christian Miniussi                  | José Francisco Altur Dácio Campos | Danilo Marcelino João Cunha e Silva Borja Uribe Otavio Della |
| 17 luglio | Santos Challenger 1989 Santos, Brasile Terra rossa €42 000+H Singolare - Doppio             | Cristián Araya Pedro Rebolledo 6–4, 4–6, 6–4        | David Macpherson Gerardo Mirad      | José Francisco Altur Dácio Campos | Danilo Marcelino João Cunha e Silva Borja Uribe Otavio Della |
| 24 luglio | Comerica Bank Challenger 1989 Aptos, Stati Uniti Cemento $75 000 Singolare - Doppio         | Mark Kaplan 6–4, 6–4                                | Robbie Weiss                        | Jared Palmer Steve DeVries        | Matt Anger Chuck Adams Jeff Klaparda Craig Campbell          |
| 24 luglio | Comerica Bank Challenger 1989 Aptos, Stati Uniti Cemento $75 000 Singolare - Doppio         | Steve DeVries Ted Scherman 6–3, 1–6, 6–2            | Bryan Shelton Kenny Thorne          | Jared Palmer Steve DeVries        | Matt Anger Chuck Adams Jeff Klaparda Craig Campbell          |
| 24 luglio | Campos Challenger 1989 Campos, Brasile Cemento €42 000+H Singolare - Doppio                 | Mario Tabares 7–6, 6–4                              | Danilo Marcelino                    | Alexandre Hocevar Mauro Menezes   | Fernando Roese Ivan Kley Roberto Jabali Gerardo Mirad        |
| 24 luglio | Campos Challenger 1989 Campos, Brasile Cemento €42 000+H Singolare - Doppio                 | Nelson Aerts Fernando Roese 6–3, 7–6                | Stefan Dallwitz Daniel Orsanic      | Alexandre Hocevar Mauro Menezes   | Fernando Roese Ivan Kley Roberto Jabali Gerardo Mirad        |
| 24 luglio | Johannesburg Challenger 2 1989 Johannesburg, Sudafrica Cemento €42 000+H Singolare - Doppio | Pieter Aldrich 6–3, 6–3                             | Wayne Ferreira                      | Byron Talbot Danie Visser         | Chuck Swayne Royce Deppe Marius Masencamp Greg Van Emburgh   |
| 24 luglio | Johannesburg Challenger 2 1989 Johannesburg, Sudafrica Cemento €42 000+H Singolare - Doppio | Pieter Aldrich Danie Visser 7–6, 6–4                | David Adams Dean Botha              | Byron Talbot Danie Visser         | Chuck Swayne Royce Deppe Marius Masencamp Greg Van Emburgh   |
| 31 luglio | Durban Challenger 1989 Durban, Sudafrica Cemento €42 000+H Singolare - Doppio               | Marcos Ondruska 6–4, 6–4                            | Ugo Colombini                       | Michael Daniel Grant Saacks       | Peter Doohan Byron Talbot Greg Van Emburgh Jason Sher        |
| 31 luglio | Durban Challenger 1989 Durban, Sudafrica Cemento €42 000+H Singolare - Doppio               | Royce Deppe Byron Talbot 6–2, 6–4                   | Brent Haygarth Earl Zinn            | Michael Daniel Grant Saacks       | Peter Doohan Byron Talbot Greg Van Emburgh Jason Sher        |
| 31 luglio | IPP Trophy 1989 Ginevra, Svizzera Terra rossa $35 000+H Singolare - Doppio                  | Gilad Bloom 6–1, 6–2                                | Arnaud Boetsch                      | Fabián Blengino Marc Rosset       | Magnus Nilsson Sláva Doseděl Olivier Soules Fabrice Santoro  |
| 31 luglio | IPP Trophy 1989 Ginevra, Svizzera Terra rossa $35 000+H Singolare - Doppio                  | Peter Ballauff Ugo Pigato 6–4, 6–3                  | Arnaud Boetsch Sláva Doseděl        | Fabián Blengino Marc Rosset       | Magnus Nilsson Sláva Doseděl Olivier Soules Fabrice Santoro  |
| 31 luglio | Kuala Lumpur Challenger 1989 Kuala Lumpur, Malaysia Cemento $35 000+H Singolare - Doppio    | Neil Borwick 6–3, 6–4                               | Russell Barlow                      | Steve Guy Bong-Soo Kim            | Broderick Dyke Andrew Castle Tintus Wibowo James Turner      |
| 31 luglio | Kuala Lumpur Challenger 1989 Kuala Lumpur, Malaysia Cemento $35 000+H Singolare - Doppio    | Zeeshan Ali Steve Guy 6–4, 6–4                      | Morten Christensen Peter Flintsø    | Steve Guy Bong-Soo Kim            | Broderick Dyke Andrew Castle Tintus Wibowo James Turner      |
| 31 luglio | Lins Challenger 1989 Lins, Brasile Terra rossa €42 000+H Singolare - Doppio                 | Jaime Oncins 1–6, 6–0, 6–3                          | Fernando Roese                      | Christian Miniussi Mario Tabares  | Nelson Aerts Gabriel Markus Otavio Della David Macpherson    |
| 31 luglio | Lins Challenger 1989 Lins, Brasile Terra rossa €42 000+H Singolare - Doppio                 | David Macpherson Gerardo Mirad 2–6, 6–3, 6–2        | João Cunha e Silva Ivan Kley        | Christian Miniussi Mario Tabares  | Nelson Aerts Gabriel Markus Otavio Della David Macpherson    |
| 31 luglio | Seattle Challenger 1989 Seattle, Stati Uniti Cemento $25 000 Singolare - Doppio             | MaliVai Washington 7–6, 6–4                         | Robbie Weiss                        | Olli Rahnasto Mark Kaplan         | John Carras Matt Anger Kelly Jones Bryan Shelton             |
| 31 luglio | Seattle Challenger 1989 Seattle, Stati Uniti Cemento $25 000 Singolare - Doppio             | Patrick Galbraith Brian Garrow 6–1, 6–3             | Ville Jansson Charles Merzbacher    | Olli Rahnasto Mark Kaplan         | John Carras Matt Anger Kelly Jones Bryan Shelton             |

### Agosto
| Settimana | Torneo                                                                                 | Vincitore                                     | Finalista                           | Semifinalisti                     | Eliminati ai quarti                                                        |
| --------- | -------------------------------------------------------------------------------------- | --------------------------------------------- | ----------------------------------- | --------------------------------- | -------------------------------------------------------------------------- |
| 7 agosto  | Knokke Challenger 1989 Knokke, Belgio Terra rossa $100 000 Singolare - Doppio          | Libor Pimek 7–6, 7–6                          | Radek Zahraj                        | Peter Ballauff Bart Wuyts         | Olivier Soules Karel Demuynck Stephane Sansoni Xavier Daufresne            |
| 7 agosto  | Knokke Challenger 1989 Knokke, Belgio Terra rossa $100 000 Singolare - Doppio          | Xavier Daufresne Denis Langaskens 7–5, 6–2    | Karel Demuynck Libor Pimek          | Peter Ballauff Bart Wuyts         | Olivier Soules Karel Demuynck Stephane Sansoni Xavier Daufresne            |
| 7 agosto  | New Haven Challenger 1989 New Haven, Stati Uniti Cemento $25 000 Singolare - Doppio    | Todd Martin 6–3, 6–4                          | Buff Farrow                         | Brian Garrow Bryan Shelton        | Mark Petchey Malcolm Allen Dan Goldberg Alfonso Mora                       |
| 7 agosto  | New Haven Challenger 1989 New Haven, Stati Uniti Cemento $25 000 Singolare - Doppio    | Brian Garrow Mark Kaplan 6–4, 6–3             | Craig Campbell Miguel Dungo         | Brian Garrow Bryan Shelton        | Mark Petchey Malcolm Allen Dan Goldberg Alfonso Mora                       |
| 7 agosto  | Pescara Challenger 1989 Pescara, Italia Terra rossa $100 000 Singolare - Doppio        | Massimo Cierro 6–3, 6–3                       | Magnus Larsson                      | José Francisco Altur Pablo Albano | Francisco Roig Gilbert Schaller Nicklas Kulti Massimiliano Narducci        |
| 7 agosto  | Pescara Challenger 1989 Pescara, Italia Terra rossa $100 000 Singolare - Doppio        | David Engel Fredrik Nilsson 6–2, 4–6, 7–6     | Nicklas Kulti Magnus Larsson        | José Francisco Altur Pablo Albano | Francisco Roig Gilbert Schaller Nicklas Kulti Massimiliano Narducci        |
| 7 agosto  | São Paulo Challenger 3 1989 San Paolo, Brasile Terra rossa $100 000 Singolare - Doppio | Pedro Rebolledo 6–3, 6–2                      | Luiz Mattar                         | Gabriel Markus João Cunha e Silva | Felipe Rivera Michele Fioroni Ivan Kley Mauro Menezes                      |
| 7 agosto  | São Paulo Challenger 3 1989 San Paolo, Brasile Terra rossa $100 000 Singolare - Doppio | Nelson Aerts Fernando Roese 2–6, 6–4, 6–4     | Dácio Campos Mario Tabares          | Gabriel Markus João Cunha e Silva | Felipe Rivera Michele Fioroni Ivan Kley Mauro Menezes                      |
| 9 agosto  | Jakarta Challenger 1989 Giacarta, Indonesia Cemento $100 000 Singolare - Doppio        | Nick Brown 7–6, 6–4                           | James Turner                        | Frank Dennhardt Andrew Castle     | Shane Barr Todd Woodbridge Bong-Soo Kim David Lewis                        |
| 9 agosto  | Jakarta Challenger 1989 Giacarta, Indonesia Cemento $100 000 Singolare - Doppio        | Mihnea-Ion Nastase Brian Page 3–6, 6–3, 7–6   | Neil Borwick Stephen Furlong        | Frank Dennhardt Andrew Castle     | Shane Barr Todd Woodbridge Bong-Soo Kim David Lewis                        |
| 14 agosto | Brasilia Challenger 2 1989 Brasilia, Brasile Cemento €42 000+H Singolare - Doppio      | Mario Tabares 6–3, 6–2                        | Luiz Mattar                         | Fernando Roese Mauro Menezes      | Cristián Araya Danilo Marcelino Christian Miniussi Jaime Oncins            |
| 14 agosto | Brasilia Challenger 2 1989 Brasilia, Brasile Cemento €42 000+H Singolare - Doppio      | Horacio de la Peña David Macpherson 6–3, 7–5  | Luis Ruette João Soares             | Fernando Roese Mauro Menezes      | Cristián Araya Danilo Marcelino Christian Miniussi Jaime Oncins            |
| 14 agosto | Odrimont Challenger 1989 Odrimont, Belgio Terra rossa $100 000 Singolare - Doppio      | Bart Wuyts 0–6, 6–3, 6–1                      | Olivier Soules                      | Stephane Sansoni Libor Pimek      | Tom Furukrantz Gilbert Schaller Sláva Doseděl Patrice Kuchna               |
| 14 agosto | Odrimont Challenger 1989 Odrimont, Belgio Terra rossa $100 000 Singolare - Doppio      | Xavier Daufresne Denis Langaskens 6–4, 6–2    | Per Henricsson Srinivasan Vasudevan | Stephane Sansoni Libor Pimek      | Tom Furukrantz Gilbert Schaller Sláva Doseděl Patrice Kuchna               |
| 14 agosto | Singapore Challenger 1989 Singapore, Singapore Cemento $50 000+H Singolare - Doppio    | Russell Barlow 7–6, 4–6, 6–3                  | Neil Borwick                        | Paul Wekesa Desmond Tyson         | Broderick Dyke Steve Guy Felix Barrientos Frank Dennhardt                  |
| 14 agosto | Singapore Challenger 1989 Singapore, Singapore Cemento $50 000+H Singolare - Doppio    | Andrew Castle Broderick Dyke 7–6, 6–3         | Steve DeVries Paul Wekesa           | Paul Wekesa Desmond Tyson         | Broderick Dyke Steve Guy Felix Barrientos Frank Dennhardt                  |
| 14 agosto | Winnetka Challenger 1989 Winnetka, Stati Uniti Cemento $50 000 Singolare - Doppio      | Brian Garrow 6–4, 6–2                         | Todd Martin                         | Robbie Weiss Bryan Shelton        | Scott Warner Tom Mercer Ville Jansson Steve Bryan                          |
| 14 agosto | Winnetka Challenger 1989 Winnetka, Stati Uniti Cemento $50 000 Singolare - Doppio      | Ville Jansson Scott Warner 6–7, 6–4, 6–4      | Bill Benjes Arkie Engle             | Robbie Weiss Bryan Shelton        | Scott Warner Tom Mercer Ville Jansson Steve Bryan                          |
| 21 agosto | Goiania Challenger 1989 Goiânia, Brasile Terra rossa €42 000+H Singolare - Doppio      | Daniel Orsanic 6–1, 3–6, 6–3                  | Juan Pino                           | Givaldo Barbosa Joao Zwetsch      | Fernando Roese Felipe Rivera William Kyriakos Agustin Garizzio             |
| 21 agosto | Goiania Challenger 1989 Goiânia, Brasile Terra rossa €42 000+H Singolare - Doppio      | Marcos Hocevar Alexandre Hocevar 6–2, 6–2     | Otavio Della Kevin Lubbers          | Givaldo Barbosa Joao Zwetsch      | Fernando Roese Felipe Rivera William Kyriakos Agustin Garizzio             |
| 21 agosto | Hong Kong Challenger 1989 Hong Kong, Hong Kong Cemento $25 000+H Singolare - Doppio    | Johan Anderson 7–5, 3–6, 6–4                  | Bong-Soo Kim                        | Davis Lewis Nick Brown            | Zeeshan Ali John Marinov Morten Christensen Steve Guy                      |
| 21 agosto | Hong Kong Challenger 1989 Hong Kong, Hong Kong Cemento $25 000+H Singolare - Doppio    | Steve Guy Davis Lewis 6–4, 6–2                | Russell Barlow Gavin Pfitzner       | Davis Lewis Nick Brown            | Zeeshan Ali John Marinov Morten Christensen Steve Guy                      |
| 28 agosto | Budapest Challenger 1989 Budapest, Ungheria Terra rossa $25 000+H Singolare - Doppio   | Per Henricsson 7–5, 2–6, 7–6                  | Branislav Stankovič                 | Bart Wuyts Tomáš Anzari           | Florin Segărceanu András Lányi Hans Priller Thomas Sorensen                |
| 28 agosto | Budapest Challenger 1989 Budapest, Ungheria Terra rossa $25 000+H Singolare - Doppio   | Peter Bastiansen Per Henricsson 4–6, 6–4, 6–3 | George Cosac Florin Segărceanu      | Bart Wuyts Tomáš Anzari           | Florin Segărceanu András Lányi Hans Priller Thomas Sorensen                |
| 28 agosto | Nyon Challenger 1989 Nyon, Svizzera Terra rossa $35 000+H Singolare - Doppio           | Marc Rosset 7–6, 6–1                          | Roland Stadler                      | Niclas Kroon João Cunha e Silva   | Stephane Sansoni Raúl Viver Fabián Blengino Sergio Cortes                  |
| 28 agosto | Nyon Challenger 1989 Nyon, Svizzera Terra rossa $35 000+H Singolare - Doppio           | Nick Fulwood Libor Pimek 6–4, 6–2             | João Cunha e Silva David Macpherson | Niclas Kroon João Cunha e Silva   | Stephane Sansoni Raúl Viver Fabián Blengino Sergio Cortes                  |
| 28 agosto | Verona Challenger 1989 Verona, Italia Terra rossa $100 000 Singolare - Doppio          | Jose Clavet 7–6, 7–6                          | José Luis Aparisi                   | Simone Colombo Cristiano Caratti  | Eduardo Masso José Francisco Altur Alessandro De Minicis Federico Mordegan |
| 28 agosto | Verona Challenger 1989 Verona, Italia Terra rossa $100 000 Singolare - Doppio          | Jose Clavet Francisco Clavet 7–5, 6–4         | Corrado Aprili Bruce Derlin         | Simone Colombo Cristiano Caratti  | Eduardo Masso José Francisco Altur Alessandro De Minicis Federico Mordegan |

### Settembre
| Settimana    | Torneo                                                                              | Vincitore                                       | Finalista                            | Semifinalisti                       | Eliminati ai quarti                                                   |
| ------------ | ----------------------------------------------------------------------------------- | ----------------------------------------------- | ------------------------------------ | ----------------------------------- | --------------------------------------------------------------------- |
| 4 settembre  | Eger Challenger 1989 Eger, Ungheria Terra rossa $25 000+H Singolare - Doppio        | Richard Vogel 2–6, 7–5, 6–1                     | Libor Pimek                          | Per Henricsson Florin Segărceanu    | Jaroslav Bulant Dmitrij Poljakov Johan Kjellsten Peter Ballauff       |
| 4 settembre  | Eger Challenger 1989 Eger, Ungheria Terra rossa $25 000+H Singolare - Doppio        | Branislav Stankovič Richard Vogel 6–4, 3–6, 7–5 | George Cosac Florin Segărceanu       | Per Henricsson Florin Segărceanu    | Jaroslav Bulant Dmitrij Poljakov Johan Kjellsten Peter Ballauff       |
| 4 settembre  | Genova Challenger 1989 Genova, Italia Terra rossa $100 000 Singolare - Doppio       | Magnus Larsson 6–1, 6–3                         | Bruce Derlin                         | Stefan Lochbihler Pablo Albano      | Francisco Clavet Gerardo Mirad Alessandro De Minicis Claudio Mezzadri |
| 4 settembre  | Genova Challenger 1989 Genova, Italia Terra rossa $100 000 Singolare - Doppio       | Tarik Benhabiles Eduardo Furusho 7–5, 6–2       | Emilio Marturano Fabio Melegari      | Stefan Lochbihler Pablo Albano      | Francisco Clavet Gerardo Mirad Alessandro De Minicis Claudio Mezzadri |
| 18 settembre | Messina Challenger 1989 Messina, Italia Terra rossa $50 000 Singolare - Doppio      | Marc Rosset 6–1, 6–1                            | Magnus Larsson                       | Enrico Cocchi Alessandro De Minicis | Massimo Cierro Raúl Viver Joakim Nyström Václav Roubíček              |
| 18 settembre | Messina Challenger 1989 Messina, Italia Terra rossa $50 000 Singolare - Doppio      | Magnus Larsson Joakim Nyström 6–1, 6–1          | Massimo Cierro Alessandro De Minicis | Enrico Cocchi Alessandro De Minicis | Massimo Cierro Raúl Viver Joakim Nyström Václav Roubíček              |
| 18 settembre | Thessaloniki Challenger 1989 Salonicco, Grecia Cemento €42 000+H Singolare - Doppio | Steve Guy 6–4, 6–4                              | Neil Borwick                         | Michael Daniel Claus Duppe          | Nick Brown Gianluca Pozzi Tasos Bavelas Royce Deppe                   |
| 18 settembre | Thessaloniki Challenger 1989 Salonicco, Grecia Cemento €42 000+H Singolare - Doppio | Nick Brown Nick Fulwood 6–2, 3–6, 7–6           | Sean Cole Jacco Van Duyn             | Michael Daniel Claus Duppe          | Nick Brown Gianluca Pozzi Tasos Bavelas Royce Deppe                   |
| 25 settembre | Brisbane Challenger 1989 Brisbane, Australia Cemento $25 000+H Singolare - Doppio   | Todd Woodbridge 7–6, 6–3                        | Scott Warner                         | Peter Doohan Lars-Anders Wahlgren   | Mark Kratzmann Nelson Aerts Lars Koslowski Joseph Russell             |
| 25 settembre | Brisbane Challenger 1989 Brisbane, Australia Cemento $25 000+H Singolare - Doppio   | Brett Custer Desmond Tyson 7–6, 6–4             | Shane Barr Ted Scherman              | Peter Doohan Lars-Anders Wahlgren   | Mark Kratzmann Nelson Aerts Lars Koslowski Joseph Russell             |

### Ottobre
| Settimana  | Torneo                                                                                          | Vincitore                                             | Finalista                        | Semifinalisti                       | Eliminati ai quarti                                                     |
| ---------- | ----------------------------------------------------------------------------------------------- | ----------------------------------------------------- | -------------------------------- | ----------------------------------- | ----------------------------------------------------------------------- |
| 2 ottobre  | Bogotà Challenger 1989 Bogotà, Colombia Terra rossa €42 000+H Singolare - Doppio                | Mauricio Hadad 6–3, 6–7, 6–4                          | Guillermo Minutella              | Agustín Moreno Giorgio Carneade     | Andrés Alarcón Alain Lemaitre Jaime Cortes Markus Hintermeier           |
| 2 ottobre  | Bogotà Challenger 1989 Bogotà, Colombia Terra rossa €42 000+H Singolare - Doppio                | Roberto López Alain Lemaitre 3–6, 6–3, 6–0            | Carlos Claverie Alfonso Mora     | Agustín Moreno Giorgio Carneade     | Andrés Alarcón Alain Lemaitre Jaime Cortes Markus Hintermeier           |
| 2 ottobre  | Grand Prix Hassan II 1989 Casablanca, Marocco Terra rossa €42 000+H Singolare - Doppio          | Tarik Benhabiles 7–6, 6–3                             | Mark Koevermans                  | Lawson Duncan Richard Vogel         | Hans Schwaier Andres Võsand Gustavo Giussani Gabriel Markus             |
| 2 ottobre  | Grand Prix Hassan II 1989 Casablanca, Marocco Terra rossa €42 000+H Singolare - Doppio          | Jaroslav Bulant Richard Vogel 6–4, 3–6, 7–5           | Libor Pimek Florin Segărceanu    | Lawson Duncan Richard Vogel         | Hans Schwaier Andres Võsand Gustavo Giussani Gabriel Markus             |
| 2 ottobre  | Coquitlam Challenger 1989 Coquitlam, Canada Cemento $100 000 Singolare - Doppio                 | Ville Jansson 6–4, 6–2                                | Chris Pridham                    | Brian Joelson Steve DeVries         | Patrick Galbraith Joey Rive John Sobel Malcolm Allen                    |
| 2 ottobre  | Coquitlam Challenger 1989 Coquitlam, Canada Cemento $100 000 Singolare - Doppio                 | Patrick Galbraith Brian Garrow 4–6, 6–4, 6–4          | Ned Caswell Chris Garner         | Brian Joelson Steve DeVries         | Patrick Galbraith Joey Rive John Sobel Malcolm Allen                    |
| 9 ottobre  | Nicosia Challenger 1989 Nicosia, Cipro Terra rossa $100 000 Singolare - Doppio                  | Jaroslav Bulant 6–3, 6–4                              | Markus Zillner                   | Massimo Cierro Srinivasan Vasudevan | Thomas Haldin Emilio Benfele Álvarez Bernd Karbacher José Antonio Conde |
| 9 ottobre  | Nicosia Challenger 1989 Nicosia, Cipro Terra rossa $100 000 Singolare - Doppio                  | Mihnea-Ion Nastase Srinivasan Vasudevan 6–3, 6–7, 6–1 | Sean Cole Nick Fulwood           | Massimo Cierro Srinivasan Vasudevan | Thomas Haldin Emilio Benfele Álvarez Bernd Karbacher José Antonio Conde |
| 16 ottobre | Challenger DCNS de Cherbourg 1989 Cherbourg, Francia Cemento indoor $100 000 Singolare - Doppio | Veli Paloheimo 3–6, 6–3, 6–2                          | Martin Laurendeau                | Jérôme Potier Michael Tauson        | Chris Pridham Borja Uribe Olivier Delaître Éric Winogradsky             |
| 16 ottobre | Challenger DCNS de Cherbourg 1989 Cherbourg, Francia Cemento indoor $100 000 Singolare - Doppio | Ronnie Båthman Andrew Castle 6–2, 6–3                 | Olli Rahnasto Johan Vekemans     | Jérôme Potier Michael Tauson        | Chris Pridham Borja Uribe Olivier Delaître Éric Winogradsky             |
| 23 ottobre | Brest Challenger 1989 Brest, Francia Cemento indoor $35 000+H Singolare - Doppio                | Veli Paloheimo 6–2, 6–2                               | Olivier Delaître                 | Cédric Pioline Udo Riglewski        | Ģirts Dzelde Nduka Odizor Philippe Pech Fabrice Santoro                 |
| 23 ottobre | Brest Challenger 1989 Brest, Francia Cemento indoor $35 000+H Singolare - Doppio                | Patrick Galbraith Joey Rive 6–4, 6–1                  | Olivier Delaître Thierry Tulasne | Cédric Pioline Udo Riglewski        | Ģirts Dzelde Nduka Odizor Philippe Pech Fabrice Santoro                 |
| 23 ottobre | Johannesburg Challenger 3 1989 Johannesburg, Sudafrica Erba €42 000+H Singolare - Doppio        | Paul Koscielski 6–3, 6–3                              | Wayne Ferreira                   | Neil Broad Lan Bale                 | Milan Palme Piet Norval Marius Barnard Brent Haygarth                   |
| 23 ottobre | Johannesburg Challenger 3 1989 Johannesburg, Sudafrica Erba €42 000+H Singolare - Doppio        | Lan Bale David Nainkin 4–6, 6–4, 6–2                  | Neil Broad Stefan Kruger         | Neil Broad Lan Bale                 | Milan Palme Piet Norval Marius Barnard Brent Haygarth                   |
| 30 ottobre | Ilheus Challenger 1989 Ilhéus, Brasile Cemento €42 000+H Singolare - Doppio                     | Richard Fromberg 3–6, 6–3, 6–2                        | Jean-Philippe Fleurian           | Javier Sánchez Marcelo Filippini    | Gilad Bloom José Francisco Altur Otavio Della Mauro Menezes             |
| 30 ottobre | Ilheus Challenger 1989 Ilhéus, Brasile Cemento €42 000+H Singolare - Doppio                     | Javier Frana Cássio Motta 6–4, 6–2                    | Sergio Casal Javier Sánchez      | Javier Sánchez Marcelo Filippini    | Gilad Bloom José Francisco Altur Otavio Della Mauro Menezes             |
| 30 ottobre | Bergen Challenger 1989 Bergen, Norvegia Sintetico indoor $35 000+H Singolare - Doppio           | Jan Gunnarsson 6–3, 7–6                               | Brad Pearce                      | Kelly Jones Nicklas Kulti           | Lars Jönsson Udo Riglewski Alexander Mronz Rikard Bergh                 |
| 30 ottobre | Bergen Challenger 1989 Bergen, Norvegia Sintetico indoor $35 000+H Singolare - Doppio           | Grant Connell Scott Warner 4–6, 6–4, 6–2              | Rikard Bergh Kelly Jones         | Kelly Jones Nicklas Kulti           | Lars Jönsson Udo Riglewski Alexander Mronz Rikard Bergh                 |

### Novembre
| Settimana   | Torneo                                                                                               | Vincitore                                            | Finalista                      | Semifinalisti                        | Eliminati ai quarti                                                |
| ----------- | --- | ---------------------------------------------------- | ------------------------------ | ------------------------------------ | ------------------------------------------------------------------ |
| 1º novembre | Beijing Challenger 1989 Pechino, Cina Cemento €42 000+H Singolare - Doppio                           | Bong-Soo Kim 6–4, 6–2                                | Bruce Derlin                   | Jia-Ping Xia David Harkness          | Dong-Wook Song Kim Jae-sik Toshihisa Tsuchihashi Otis Smith        |
| 1º novembre | Beijing Challenger 1989 Pechino, Cina Cemento €42 000+H Singolare - Doppio                           | Zeeshan Ali Bruce Derlin 6–4, 6–4                    | Brian Devening Craig Johnson   | Jia-Ping Xia David Harkness          | Dong-Wook Song Kim Jae-sik Toshihisa Tsuchihashi Otis Smith        |
| 6 novembre  | Bossonnens Challenger 1989 Bossonnens, Svizzera Cemento indoor $35 000+H Singolare - Doppio          | Roger Smith 7–6, 6–7, 6–4                            | Petr Korda                     | Kent Kinnear Arkie Engle             | Nduka Odizor Marc Rosset Stéphane Grenier Laurent Prades           |
| 6 novembre  | Bossonnens Challenger 1989 Bossonnens, Svizzera Cemento indoor $35 000+H Singolare - Doppio          | Bret Garnett Kent Kinnear 7–6, 6–3                   | Brett Dickinson Bryan Shelton  | Kent Kinnear Arkie Engle             | Nduka Odizor Marc Rosset Stéphane Grenier Laurent Prades           |
| 6 novembre  | Capetown Challenger 2 1989 Città del Capo, Sudafrica Cemento €42 000+H Singolare - Doppio            | Mark Kaplan 6–2, 6–1                                 | Dean Botha                     | David Pate Mark Keil                 | Piet Norval Michael Robertson Joey Rive Kevin Moir                 |
| 6 novembre  | Capetown Challenger 2 1989 Città del Capo, Sudafrica Cemento €42 000+H Singolare - Doppio            | Kelly Jones Joey Rive 6–3, 6–4                       | David Pate Robert Van’t Hof    | David Pate Mark Keil                 | Piet Norval Michael Robertson Joey Rive Kevin Moir                 |
| 13 novembre | Helsinki Challenger 1989 Tampere, Finlandia Sintetico indoor €42 000 Singolare - Doppio              | David Engel 4–6, 6–7, 6–1                            | Veli Paloheimo                 | Broderick Dyke Jorgen Windahl        | Tim Wilkison Nicklas Utgren Jonathan Canter Patrick Baur           |
| 13 novembre | Helsinki Challenger 1989 Tampere, Finlandia Sintetico indoor €42 000 Singolare - Doppio              | Rikard Bergh Per Henricsson 7–6, 6–3                 | David Rikl Tomáš Anzari        | Broderick Dyke Jorgen Windahl        | Tim Wilkison Nicklas Utgren Jonathan Canter Patrick Baur           |
| 13 novembre | Rio de Janeiro Challenger 1989 Rio de Janeiro, Brasile Cemento €42 000+H Singolare - Doppio          | Luiz Mattar 6–4, 6–3                                 | Francisco Roig                 | Pablo Arraya Cássio Motta            | Javier Sánchez Richard Fromberg Jean-Philippe Fleurian Jose Clavet |
| 13 novembre | Rio de Janeiro Challenger 1989 Rio de Janeiro, Brasile Cemento €42 000+H Singolare - Doppio          | Charles Beckman Shelby Cannon 6–3, 6–2               | Dácio Campos Luiz Mattar       | Pablo Arraya Cássio Motta            | Javier Sánchez Richard Fromberg Jean-Philippe Fleurian Jose Clavet |
| 13 novembre | Valkenswaard Challenger 1989 Valkenswaard, Paesi Bassi Sintetico indoor $25 000+H Singolare - Doppio | Éric Winogradsky 3–6, 6–3, 6–4                       | Markus Zoecke                  | Darren Cahill Milan Šrejber          | Dan Goldie Udo Riglewski Michael Stich Andrej Ol'chovskij          |
| 13 novembre | Valkenswaard Challenger 1989 Valkenswaard, Paesi Bassi Sintetico indoor $25 000+H Singolare - Doppio | Tom Nijssen Udo Riglewski 4–6, 6–2, 6–1              | Karel Nováček Marián Vajda     | Darren Cahill Milan Šrejber          | Dan Goldie Udo Riglewski Michael Stich Andrej Ol'chovskij          |
| 20 novembre | Copenaghen Challenger 1989 Copenaghen, Danimarca Sintetico indoor $25 000+H Singolare - Doppio       | Milan Šrejber 7–5, 7–6                               | Marc Rosset                    | Patrick McEnroe Christian Bergström  | Michael Tauson Tom Nijssen Tim Wilkison Marián Vajda               |
| 20 novembre | Copenaghen Challenger 1989 Copenaghen, Danimarca Sintetico indoor $25 000+H Singolare - Doppio       | Nicklas Kulti Magnus Larsson 6–3, 6–2                | Alex Antonitsch Ronnie Båthman | Patrick McEnroe Christian Bergström  | Michael Tauson Tom Nijssen Tim Wilkison Marián Vajda               |
| 20 novembre | Munich Challenger 1989 Monaco di Baviera, Germania Sintetico indoor $100 000 Singolare - Doppio      | Bryan Shelton 6–4, 7–5                               | Gianluca Pozzi                 | Peter Ballauff Philippe Pech         | Arne Thoms Cédric Pioline Nduka Odizor Ralph Kok                   |
| 20 novembre | Munich Challenger 1989 Monaco di Baviera, Germania Sintetico indoor $100 000 Singolare - Doppio      | Tomas Nydahl Peter Nyborg 6–2, 1–6, 7–6              | Jaroslav Bulant Gianluca Pozzi | Peter Ballauff Philippe Pech         | Arne Thoms Cédric Pioline Nduka Odizor Ralph Kok                   |
| 22 novembre | Tasmania Challenger 1989 Hobart, Australia Sintetico $25 000+H Singolare - Doppio                    | Todd Woodbridge 6–3, 1–6, 6–2                        | Mark Kratzmann                 | Darren Patten Roger Rasheed          | Brett Steven Jason Cask Jamie Morgan Gavin Pfitzner                |
| 22 novembre | Tasmania Challenger 1989 Hobart, Australia Sintetico $25 000+H Singolare - Doppio                    | Jamie Morgan Todd Woodbridge 7–6, 7–6                | Roger Rasheed Carl Turich      | Darren Patten Roger Rasheed          | Brett Steven Jason Cask Jamie Morgan Gavin Pfitzner                |
| 27 novembre | Brasilia Challenger 3 1989 Brasilia, Brasile Cemento €42 000+H Singolare - Doppio                    | Marcelo Filippini 6–2, 6–4                           | Tim Wilkison                   | Jean-Philippe Fleurian Paul Haarhuis | Javier Frana Christian Miniussi MaliVai Washington Jeff Tarango    |
| 27 novembre | Brasilia Challenger 3 1989 Brasilia, Brasile Cemento €42 000+H Singolare - Doppio                    | Charles Beckman Jean-Philippe Fleurian 4–6, 6–3, 6–0 | Javier Frana Gustavo Luza      | Jean-Philippe Fleurian Paul Haarhuis | Javier Frana Christian Miniussi MaliVai Washington Jeff Tarango    |

### Dicembre
| Settimana  | Torneo                                                                                 | Vincitore                         | Finalista               | Semifinalisti                 | Eliminati ai quarti                                                |
| ---------- | -------------------------------------------------------------------------------------- | --------------------------------- | ----------------------- | ----------------------------- | ------------------------------------------------------------------ |
| 4 dicembre | São Paulo Challenger 4 1989 San Paolo, Brasile Terra rossa $100 000 Singolare - Doppio | Sergio Cortes 6–4, 6–3            | Francisco Yunis         | Jeff Tarango Roberto Argüello | Jean-Philippe Fleurian Gustavo Giussani Eduardo Masso Jaime Oncins |
| 4 dicembre | São Paulo Challenger 4 1989 San Paolo, Brasile Terra rossa $100 000 Singolare - Doppio | Luiz Mattar Cássio Motta 7–5, 6–2 | Juan Pino Mario Tabares | Jeff Tarango Roberto Argüello | Jean-Philippe Fleurian Gustavo Giussani Eduardo Masso Jaime Oncins |